# 相原雄太
相原 雄太（あいはら ゆうた、2002年6月16日 - ）は、埼玉県川口市出身のプロ野球選手（投手・育成選手）。右投右打。福岡ソフトバンクホークス所属。

## 経歴

### プロ入り前
小学校1年生から野球を始めた。
伊奈学園総合高校では1年時から内野手として公式戦に出場した。「4番・遊撃手」で臨んだ2年夏の埼玉大会は、正智深谷との初戦（2回戦）で敗退。新チームではエースナンバーを背負ったが、2年秋は地区予選で北本に敗れた。3年夏は新型コロナウイルスの影響で甲子園大会およびその出場権を懸けた地方大会が中止となり、独自代替大会（埼玉）にエース兼4番として臨んだが、本庄第一との初戦（2回戦）で敗退。2020年11月にはトミー・ジョン手術を受けた。
仙台大学へ進学し、リハビリ期間ではウエイトトレーニングに励み、投球フォームをオーバースローに変更すると、球速が大幅にアップ。2年春にリーグ戦デビューを果たし、2年秋はリーグ戦での登板機会に恵まれなかったが、練習試合では自己最速の152km/hを計測した。ただ、3年春のリーグ戦では2試合の登板にとどまり、3年秋は調子が上がらず、翌2024年3月頃からは右肘に違和感を覚えながら投げ続け、4月のオープン戦では我慢できないほどの痛みを感じ、右肘の手術に踏み切った。
2024年10月24日に開催されたドラフト会議にて、福岡ソフトバンクホークスから育成8位指名を受けた。11月28日には支度金300万円・年俸400万円（金額はいずれも推定）で入団に合意。12月9日に背番号が138と発表された。

## 選手としての特徴
191cmの長身から投げ下ろす最速152km/hのストレートと落差のあるフォークが武器。

## 詳細情報

### 背番号
- 138（2025年[9] - ）